# Olympische Winterspiele 2014/Teilnehmer (Bermuda)
| Gelbes Symbol für Goldmedaillen mit stilisierten Olympischen Ringen | Graues Symbol für Silbermedaillen mit stilisierten Olympischen Ringen | Braundes Symbol für Bronzemedaillen mit stilisierten Olympischen Ringen |
| ------------------------------------------------------------------- | --------------------------------------------------------------------- | ----------------------------------------------------------------------- |
| —                                                                   | —                                                                     | —                                                                       |

Bermuda nahm an den Olympischen Winterspielen 2014 in Sotschi mit einem Athleten teil. Tucker Murphy startete zum zweiten Mal nach 2010 als einziger Sportler seines NOKs bei den Spielen.

## Sportarten

### Skilanglauf
Männer
- Tucker Murphy
  - 15 km klassisch (84. Platz)